# Dominic Mitchell
Dominic Mitchell (Inglaterra, Reino Unido; 20 de diciembre de 1979) es un dramaturgo y guionista de televisión británico. Es más conocido por ser el creador y escritor del drama sobrenatural In the Flesh, el cual ganó el premio BAFTA 2014 a la mejor miniserie dramática.
Mitchell creció en Lancashire, Inglaterra, y estudió cine y producción audiovisual en la Universidad de Artes Creativas (UCA). Después de graduarse se trasladó a Londres donde trabajó como escritor y actualmente es guionista de la serie In the Flesh para BBC Three. 